# Яхим Ольдржих из Градца
Яхим Ольдржих из Градца (чеш. Jáchym Oldřich z Hradce; 24 января 1579 — 23 января 1604, Йиндржихув-Градец, Королевство Чехия) — чешский аристократ и крупный землевладелец, бургграф Карлштейна в 1602—1604 годах. Родился болезненным горбуном, стал последним мужчиной в роду панов из Градца. Его земли перешли к мужу сестры, Вилему Славате.

## Биография
Яхим Ольдржих родился в 1579 году в семье Адама II из Градца и его жены Катерины Монфорт. Его отец был одним из наиболее богатых и влиятельных магнатов Чехии. Яхим Ольдржих родился с горбом, с малых лет отличался слабым здоровьем и страдал эпилепсией. Тем не менее в 1589 году, после смерти старшего брата Вилема Захариаша, он стал наследником отца, а в 1596 году, когда умер Адам II, получил обширные семейные владения. Яхим Ольдржих занял должность камергера (коморника) при дворе императора Рудольфа II, в 1598—1599, 1600—1601 и 1602—1603 годах он был гетманом Бехинского края, с 1602 года занимал пост бургграфа Карлштейна — один из самых почётных государственных постов в Чехии. Всем этим он был обязан исключительно своим происхождению и богатству, так как не отличался способностями, а с 1602 года из-за болезни не вставал с постели.
Яхим Ольдржих умер в Йиндржихув-Градеце в ночь с 23 на 24 января 1604 года. Гроб с его телом несколько недель простоял в местной церкви Иоанна Крестителя. В течение четырех месяцев каждый день служились мессы по покойному. На похоронах присутствовали император Рудольф II, множество вельмож из всех владений чешской короны, из Австрии и других немецких земель. Был опубликован сборник из 13 надгробных стихотворений «Паренталия», Шимон Ломницкий из Будеча сочинил похоронную песню.
Мать хотела женить Яна Ольдржиха на дочери графа Эттингена и даже договорилась о свадьбе, но он предпочёл сделать своей супругой Марию Максимилиану Гогенцоллерн-Зигмаринген (1583—1649), дочь имперского советника графа Карла Гогенцоллерна. Свадьба состоялась 25 января 1598 года в Аугсбурге. Двое детей Марии Максимилианы умерли сразу после рождения, так что Яхим Ольдржих стал последним Витковичем из Градца. Все его владения перешли к сестре Луции Отилии, жене Вилема Славаты из Хлума и Кошумберка.